# Стефано делла Белла
Стефано делла Белла (итал. Stefano della Bella, 18 мая 1610, Флоренция — 22 июля 1664, там же) — флорентийский рисовальщик-орнаменталист и гравёр эпохи маньеризма и барокко. Изредка занимался живописью. Его «каприччи» в офорте сравнивают с работами Жака Калло (гравюры которого он часто копировал), а портреты и пейзажи считают предвещающими стиль рококо. Во Франции известен под именами Этьен делла Бель (итал. Etienne della Belle, или Лабель (фр. La Belle — «Красавчик»).

## Биография
Художник родился во Флоренции, столице Тосканы. Его отец — Франческо делла Белла — был скульптором, работал в мастерской Джованни да Болонья. Братья Стефано также были художниками: скульптор Джован Пьетро, живописец Джироламо и ювелир Людовико, но никто из членов семьи не получил такой же известности. Ранняя смерть отца в 1613 году лишила Стефано возможности получить полноценное художественное образование, поэтому мальчика отдали в мастерскую малоизвестного ювелира Джован Баттиста Ванни, затем, согласно жизнеописаниям Филиппо Бальдинуччи, к ювелиру и медальеру Гаспаро Мола, трудившемуся при тосканском дворе, и в 1623 году к знаменитому в то время ювелиру Орацио Ванни. Возможно, некоторое время он учился живописи у Чезаре Дандини.
Работал во Флоренции, Риме, Амстердаме и Париже. Он был необычайно плодовитым художником, создав бесчисленные рисунки и более 1000 гравюр с изображениями фестивалей, сражений, театральных феерий, пейзажей и сцен повседневной жизни. Стефано делла Белла умер во Флоренции после долгой болезни в 1664 году, не оставив настоящей школы, его искусство вскоре вышло из моды и, за исключением немногих коллекционеров и знатоков, было забыто. В последующую эпоху академического классицизма «причуды» искусства Стефано делла Беллы казались неактуальными.

## Основные этапы творчества
Первые самостоятельные опыты Стефано делла Белла относятся к 1626—1627 годам, когда он жил и работал во Флоренции, — с этого времени его покровителем был регент Тосканы, дон Лоренцо Медичи. К флорентийскому периоду относятся его гравюры «Банкет общества Пьячеволи» и «Празднества в честь канонизации Андреа Корсини».
Стефано фактически был самоучкой, освоить приёмы гравирования ему помогли навыки ювелира, они же повлияли на жанровые особенности большинства его гравюр. Он совершенствовал своё мастерство, копируя гравюры Жака Калло, у которого перенял основные технические и стилевые приёмы. Первые исчерпывающие каталоги его рисунков и гравюр были составлены в 1700-х годах во Франции, где Стефано делла Белла работал в свой наиболее результативный период. Каталоги редактировал Пьер-Жан Мариетт и Шарль-Антуан Жомбер в 1772 году. Ныне эти произведения художника хранятся в отделе эстампов (Cabinet des estampes) Парижской национальной библиотеки. Другая часть находится во Флоренции, в галерее Уффици. Ещё одна часть — в Виндзорском замке.
Римский период

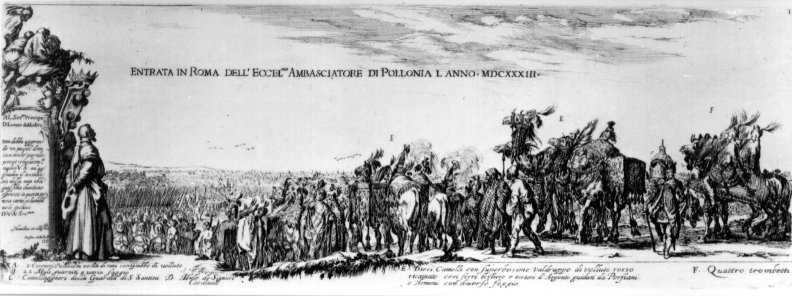

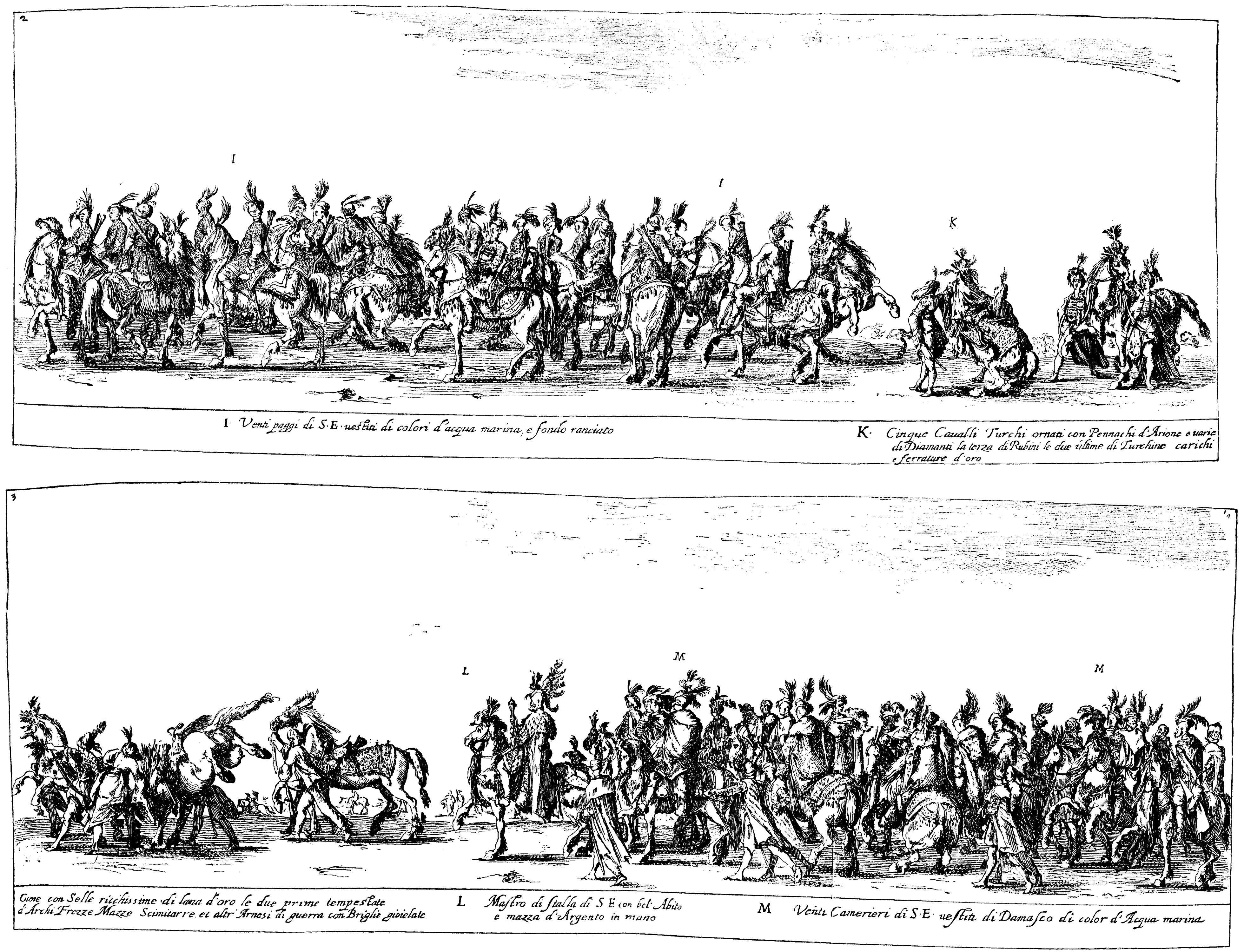
Въезд в Рим посла Польши графа Осолинского в 1633 году. Офорт

В 1633 году Лоренцо Медичи отослал художника в Рим, где Стефано делла Белла провёл большую часть следующих шести лет жизни. Вероятно, в этот период он приезжал во Флоренцию, где делал декорации для придворных церемоний: религиозных и светских празднеств, конных состязаний и похорон. После этого делла Белла учился офорту в ателье итальянского гравёра Ремиджо Кантагаллины, который также был учителем Жака Калло. Стиль его работ римского периода отличает влияние гравюр Жака Калло и других флорентийских художников — Джулио Париджи, Антонио Темпесты.
В Риме делла Белла создал своё первое оригинальное произведение — «Польское посольство графа Осолинского» (1633), которое отчасти близко произведениям венецианца Пьетро Либери. К 1634 году относится серия «Гаваней», к 1637 году — серии, увековечившей придворные празднества во Флоренции по случаю бракосочетания великого герцога тосканского Фердинандо II Медичи и Виттории делла Ровере.
В Риме Стефано делла Белла по примеру работавших там Клода Лоррена и голландских живописцев делал много зарисовок с натуры со сценами современной жизни, пейзажами с древними памятниками и античными руинами. Он копировал произведения Рафаэля и Полидоро да Караваджо, согласно традиции шестнадцатого века, рисовал с классических скульптур, входил в кружок учёных филологов, антикваров и художников в доме Кассиано даль Поццо. Он также делал рисунки с картин и скульптур своих современников: Доменикино и Гвидо Рени, Рубенса и Бернини, всё более обогащая свою художественную культуру. Он подружился с Пьетро Либери, падуанским художником, авантюристом и путешественником, а также с издателями и торговцами печатных изданий, такими как Израэль Анриэ и Франсуа Ланглуа, которые позднее станут издателями его гравюр.
В Риме Стефано делла Белла соприкоснулся с миром театра и стал работать над своими театральными композициями, например, сценами для мелодрамы «Свадьба богов» (1637).
Парижский период
В 1639 году Стефано делла Белла уехал в Париж, вслед за посланником великого герцога тосканского Алессандро дель Неро и вскоре начал работать на французских аристократических заказчиков, в том числе с 1640 года для кардинала Ришельё, который доверил ему создание серии офортов, иллюстрирующих его военные победы: Осады Ла-Рошели и Осады Арраса (1641). Он также стал работать для придворного театра и для кардинала Мазарини, который решил назначить Стефано учителем рисования дофина.
Помимо «официальных» гравюр, таких как «Перспектива Пон-Нёф в Париже», гравюра, посвящённая в 1646 году Людовику XIV, парижские серии гравюр изобилуют бытовыми сюжетами, сценами карточных игр (1644), которые задумывались как поучительные развлечения для дофина), а также пейзажи и сражения, титульные листы изданий с композициями на библейские сюжеты (Мадонна с Младенцем и Бегство в Египет), топографические планы, портреты, изображения животных, картуши, виньетки, заставки, гирлянды (серия офортов: «Орнаменты, фризы, элементы», 1648). Все эти багатели (безделушки) связывают творчество Стефана делла Беллы с развитием вкуса будущего стиля рококо, в то время, как серьёзные темы соотносят его творчество с культурой барокко.
В 1645 году Стефано делла Белла совершил путешествие по Нидерландам. В Амстердаме, по-видимому, встретил Рембрандта, чьи офорты он уже хорошо знал. К тому времени во Франции начались антиитальянские выступления Фронды и в 1650 году делла Белла возвратился в Италию, он отправился вторично в Рим, где жил до 1652 года и куда он ещё раз приехал в 1656 году.
Для рисунков Стефано делла Белла использовал самые разнообразные материалы: чёрный итальянский карандаш, сангину, перо и чернила, коричневую и серую сепию, белила, тонированную бумагу. Согласно каталогу Де Весма (1906) гравюр мастера насчитывается около 1060, не считая спорных и неатрибутированных.
Стефано делла Белла работал в технике «аквафорт» (устаревшее название офорта), варьируя чёткий штрих с многократным травлением планами подобно Ж. Калло, но также использовал живописные приёмы свободного штриха и «сухой иглы». Он также экспериментировал с приёмами работы разбавленной кислотой наподобие лависа — техники, которая официально была изобретена в 1769 году французским художником Жаном-Батистом Лепренсом.
Флорентийский период
Последние годы жизни Стефано делла Белла провёл в своем роскошном доме во Флоренции. Благосклонно встреченный Медичи, которые не преминули дать ему заказы, однако, художник продолжал работать и для своих французских издателей. К этому времени относятся серии пейзажей, римских руин (1656) и «Пляски смерти».

## Галерея

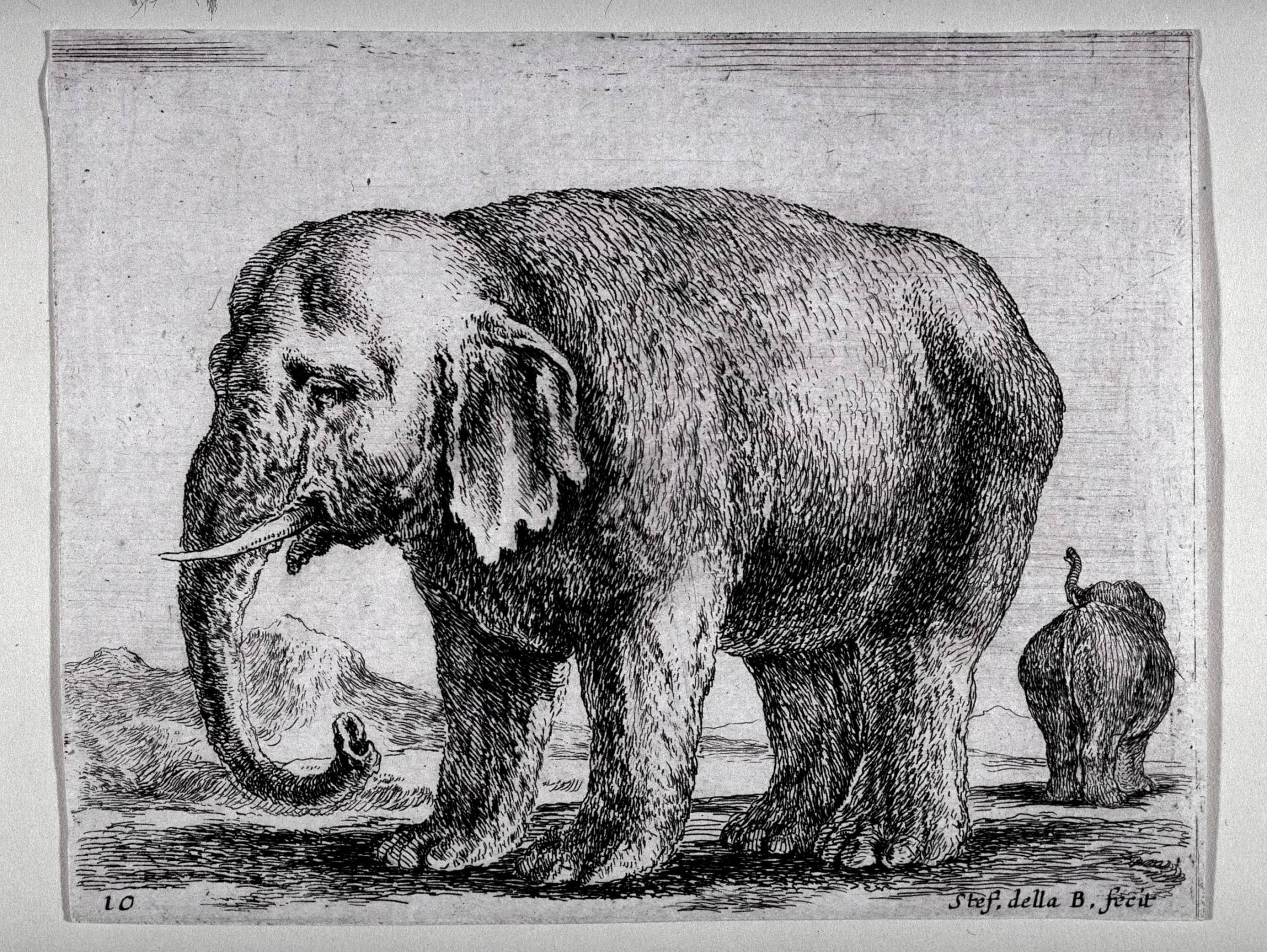
Слон. Из серии «Различные животные». 1641. Резцовая гравюра на меди
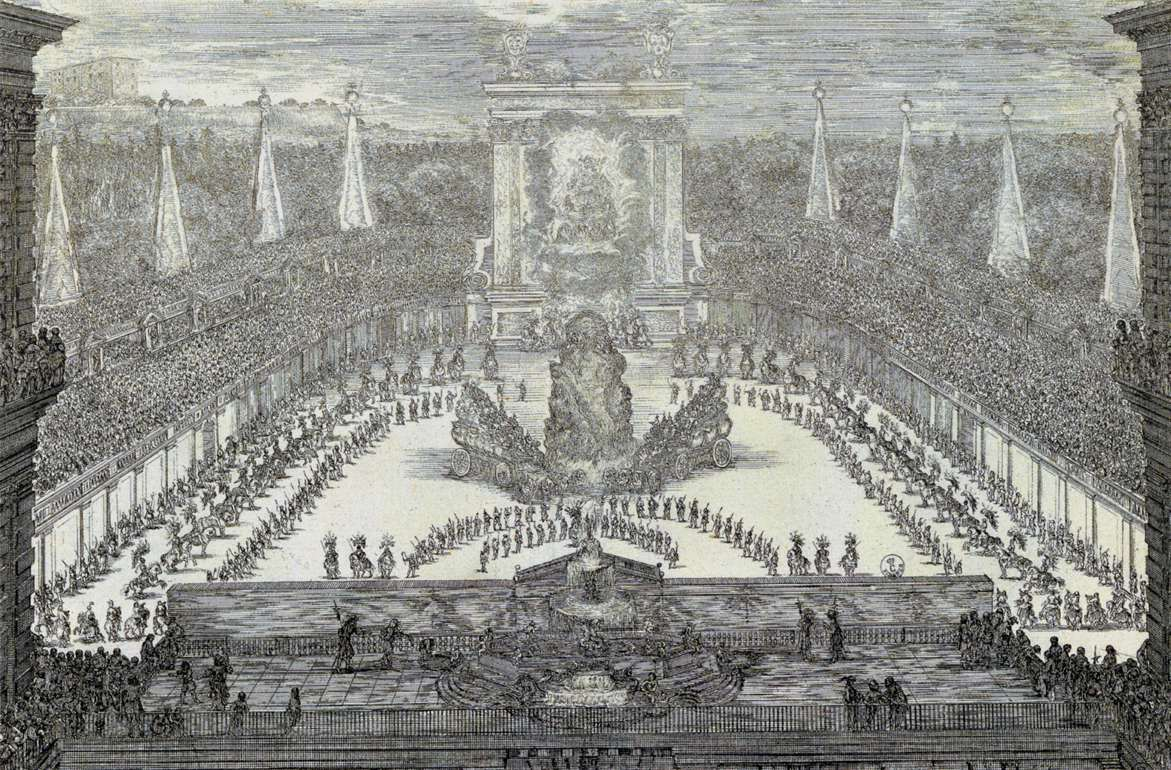
Бракосочетание Козимо III и Маргариты Луизы Орлеанской. 1661. Офорт
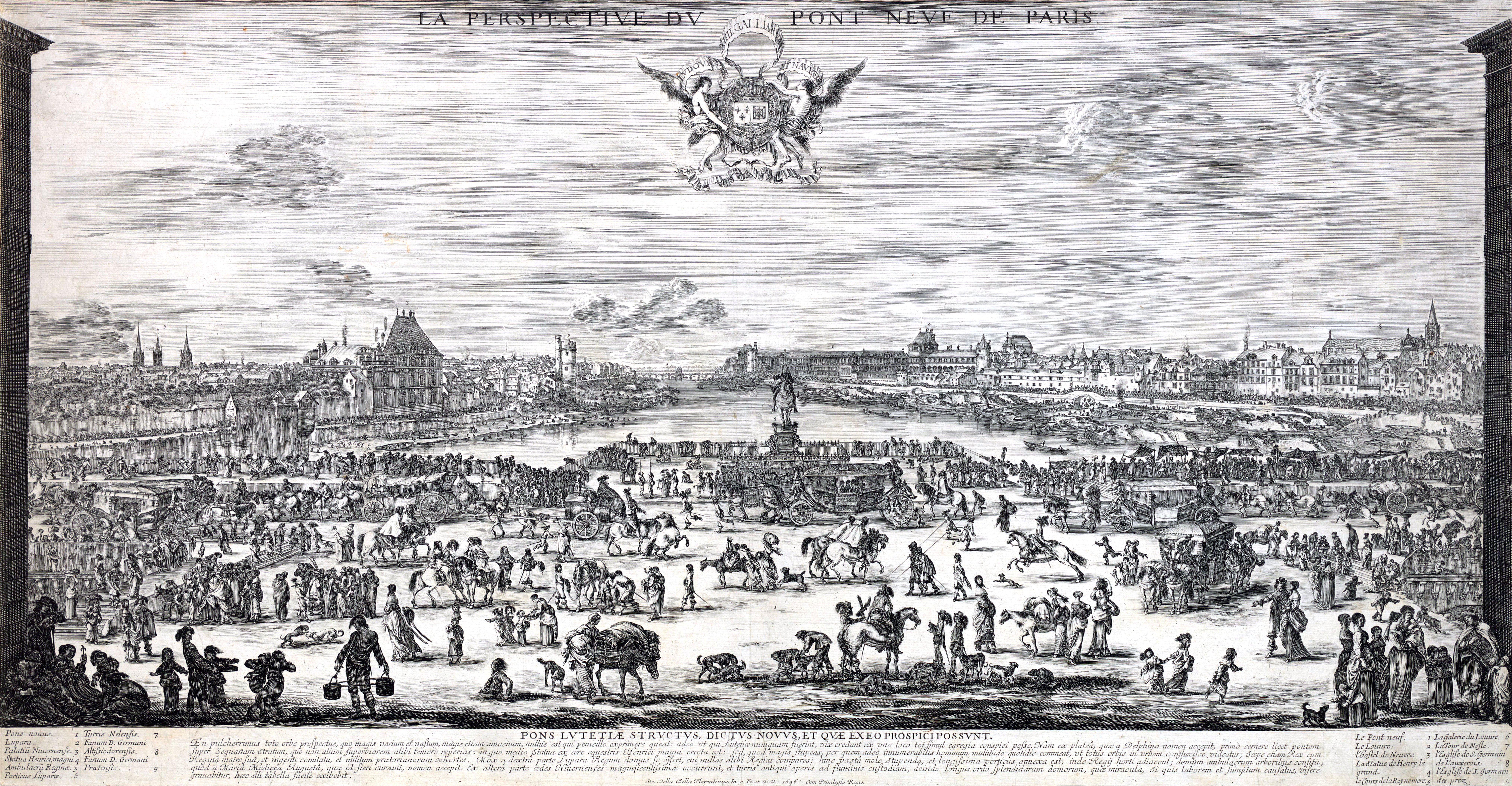
Перспектива Пон-Нёф в Париже. 1646. Офорт
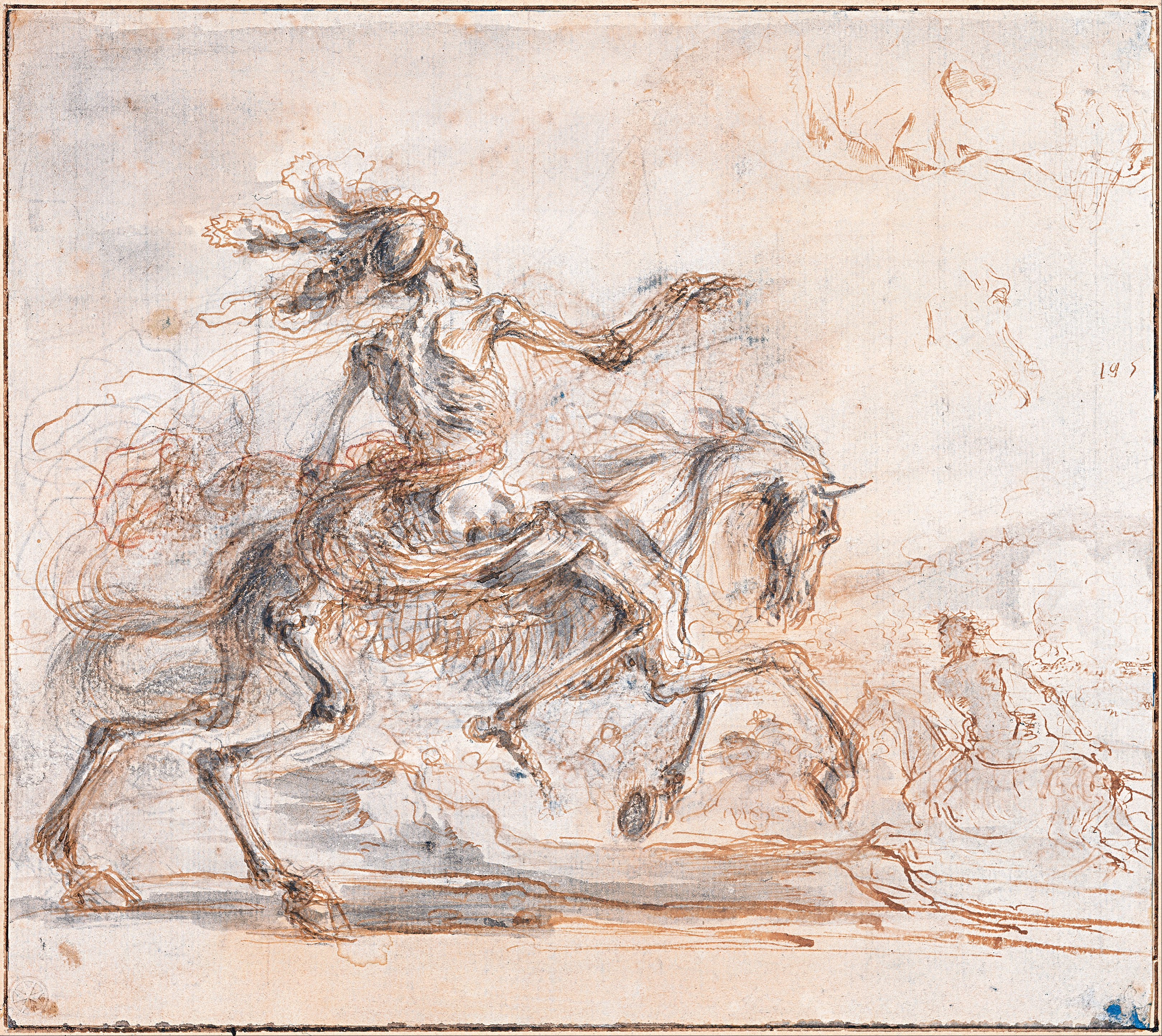
Смерть на поле битвы. Ок. 1650. Карандаш, сепия, чернила, красный мел
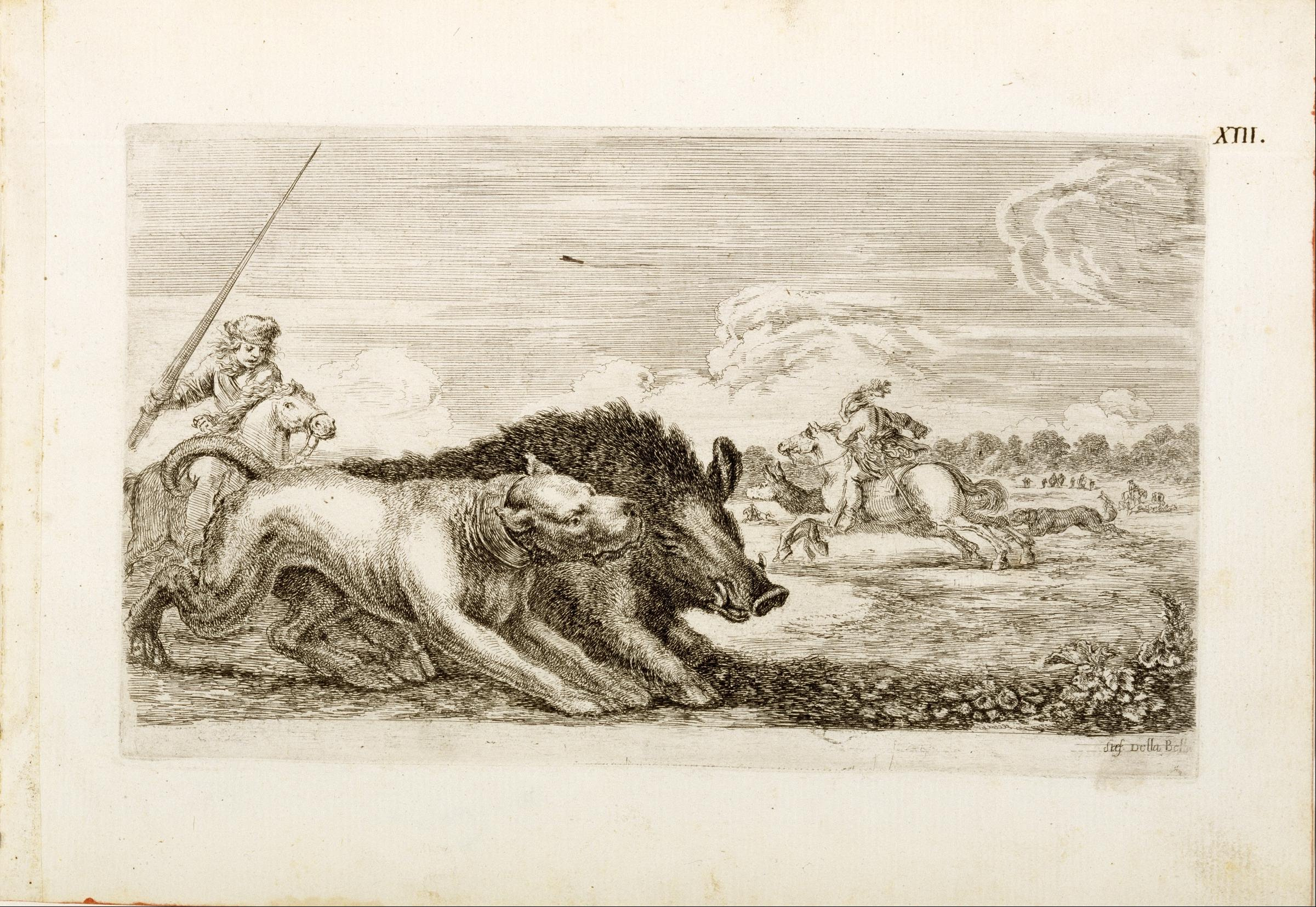
Охота на кабана. Ок. 1640. Офорт
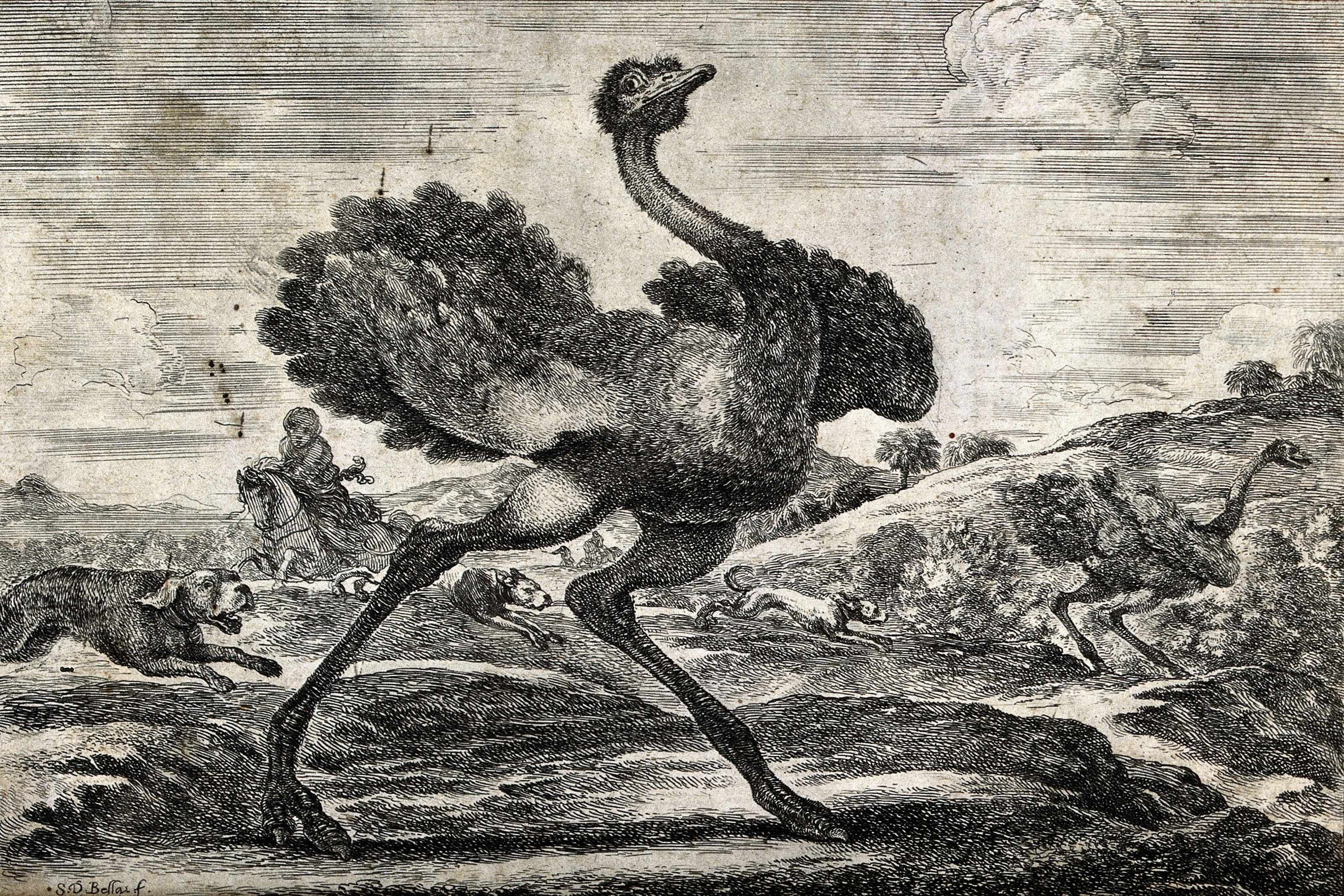
Страусы убегают от гончих и егерей на лошадях. Ок. 1640. Офорт
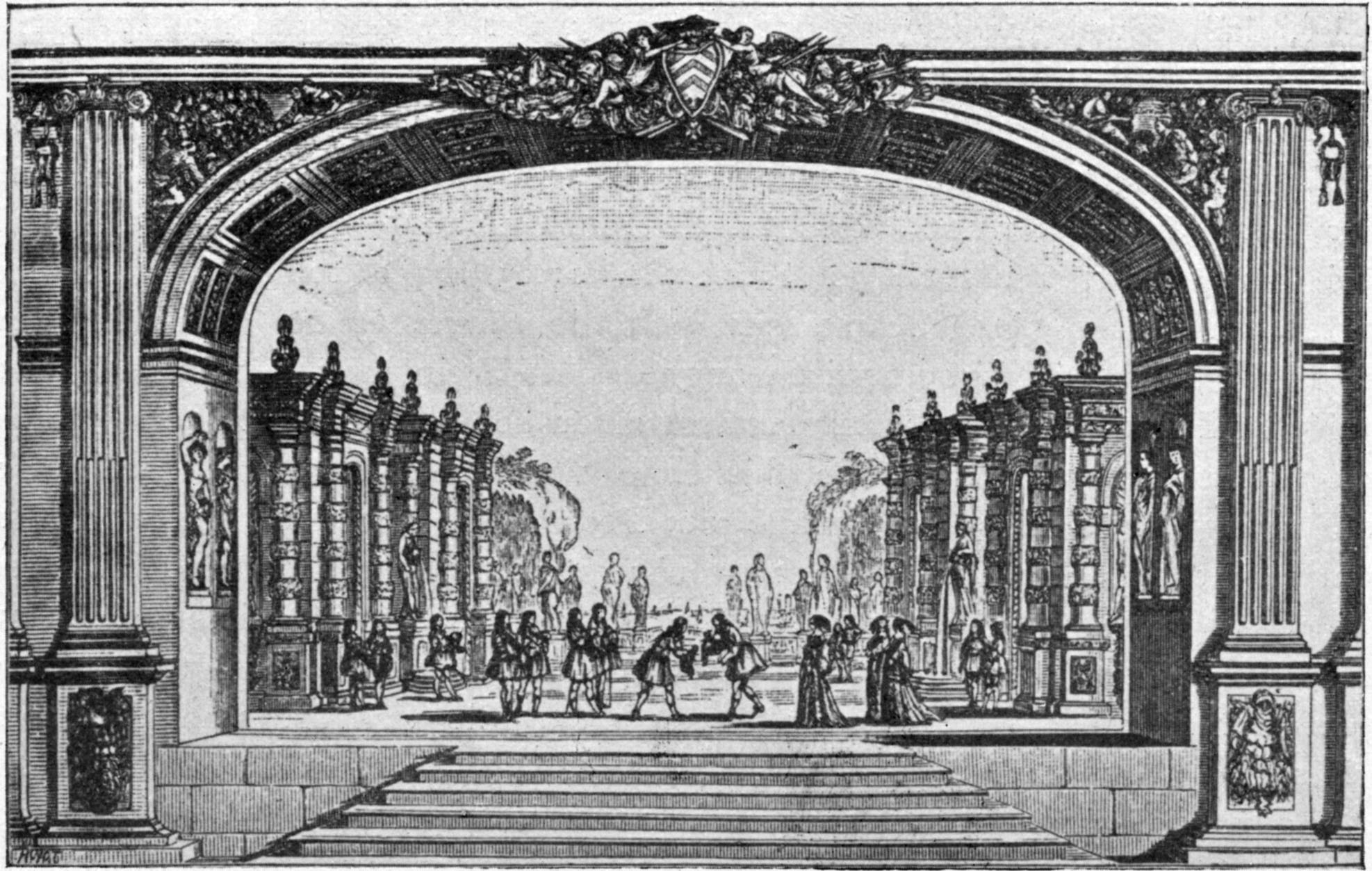
Торжественное открытие дворца кардинала Ришельё. 1641. Офорт
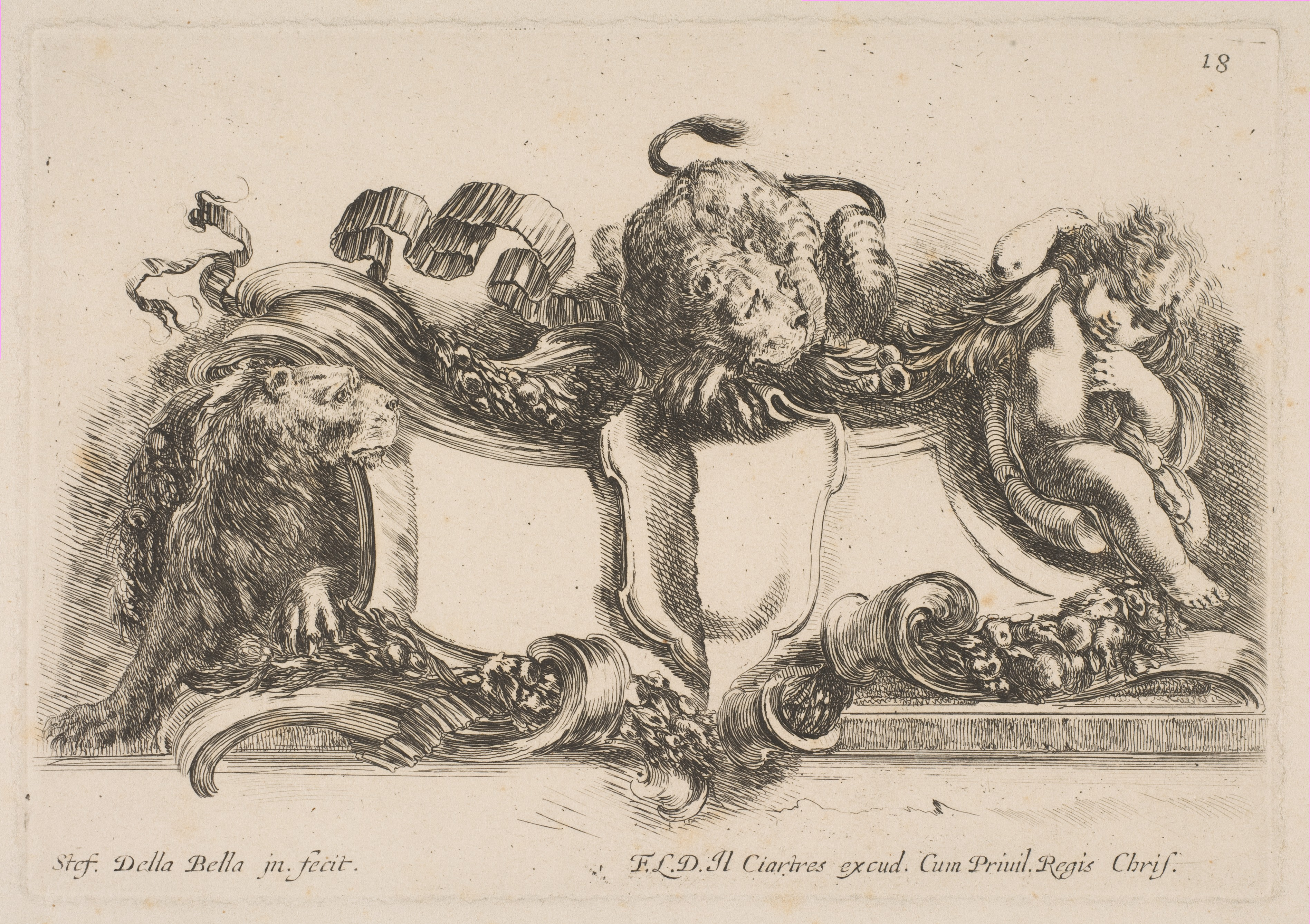
Картуш в виде геральдического щита с изображениями двух львов и путто. 1646. Офорт
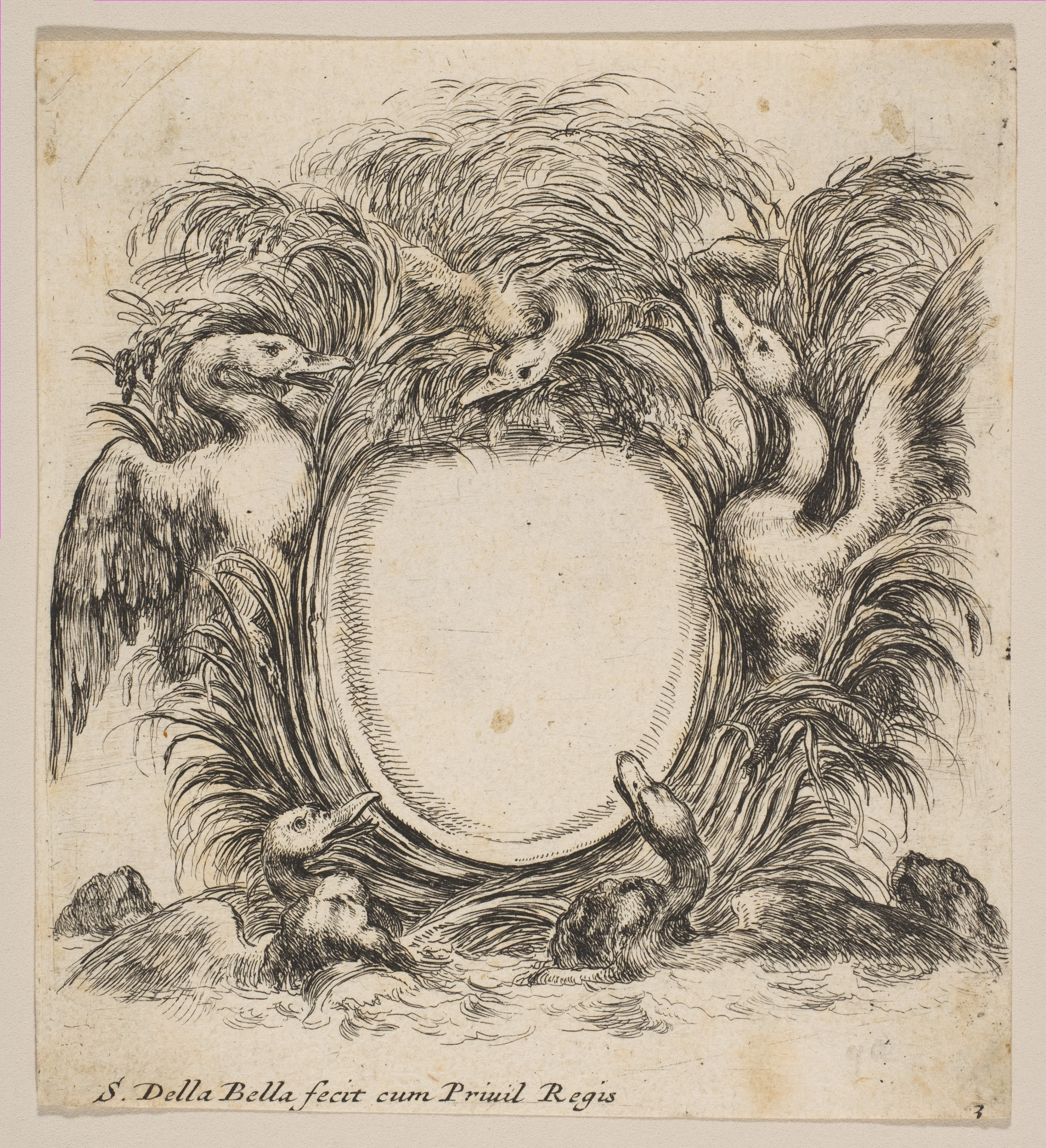
Картуш "в обрамлении уток и сорняков". 1647. Офорт
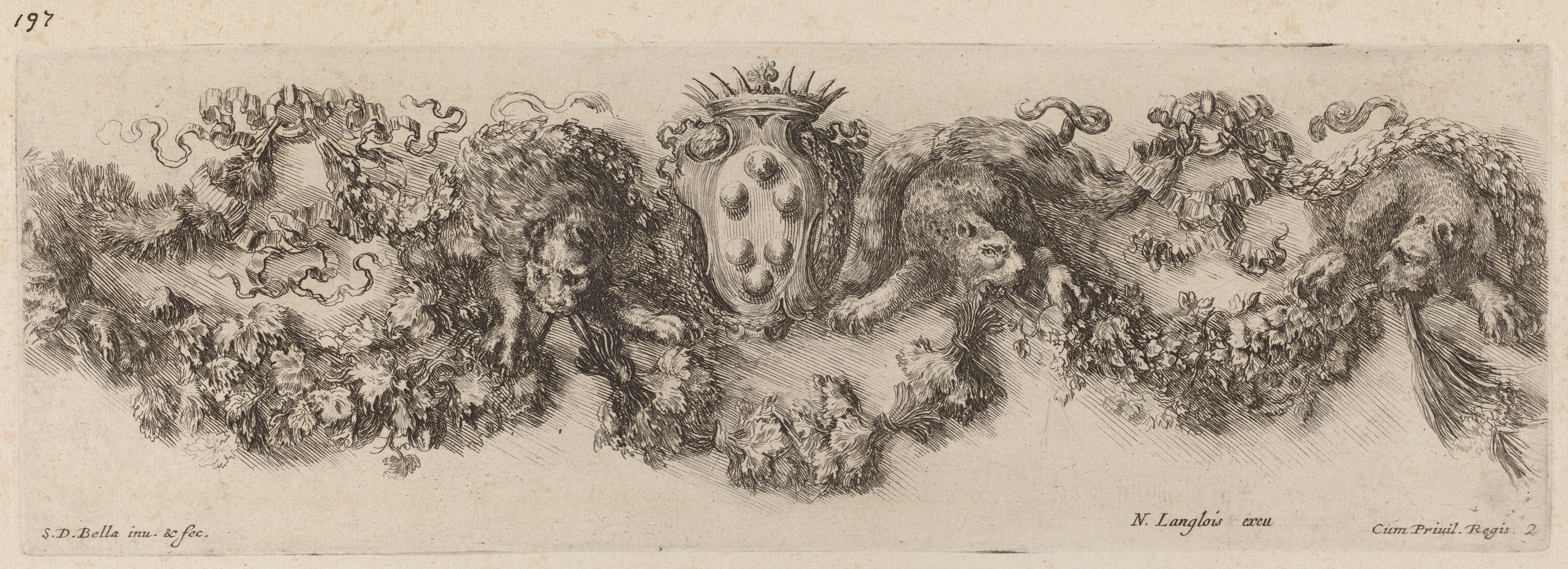
Бордюр с гербом семьи Медичи. 1648. Офорт
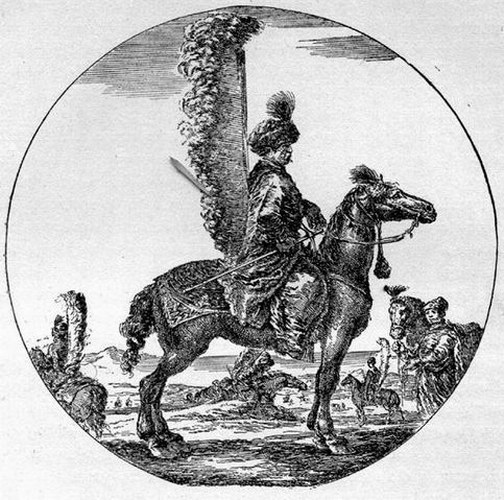
Командир почётной гвардии польского посольства полковник Кшиштоф Щодровский с крылом из страусовых перьев, прикрепленных к седлу 1645.